# 今泉 (川越市)
今泉（いまいずみ）は、埼玉県川越市の大字。旧入間郡今泉村。郵便番号は350-0015。

## 地理
川越市の東南部に位置し、西部を木野目、北部を並木、東部を久下戸、南部を古市場、南西部をふじみ野市川崎と接している。
川越市役所南古谷出張所が設置され、南古谷地区の行政の中心になっている。農地の中に住宅地が散在している。地域東北部を埼玉県道113号川越新座線が、地域西南部を国道254号バイパス富士見川越道路がそれぞれ東南から西北に走っている。最寄駅はJR東日本川越線南古谷駅になる。

## 歴史
古くは古尾谷庄三芳野里に属した。江戸時代初頭より河越城付の村であり、その後御料所となったが、さらに後、松平大和守・本目帯刀・河野長十郎の采地となった。 。この時代の小名として後口谷、木ヶ谷、下た口、樋ノ爪、江川端、蕪免が挙げられる 。
明治時代に入って1889年（明治22年）4月1日の町村制施行に伴い、入間郡並木村連合戸長役場区域にあった今泉村は、同区域にあった牛子村・並木村・南田島村・久下戸村・木野目村及び古市場村連合戸長役場区域にあった古市場村・澁井村と合併し南古谷村の大字のひとつとなった。1876年（明治9年）の人口は264人。1955年（昭和30年）4月1日、南古谷村は高階村・名細村・霞ヶ関村・山田村・古谷村・大東村・福原村と共に川越市に編入され、今泉は川越市の大字のひとつとなった。

## 世帯数と人口
2017年（平成29年）10月1日現在の世帯数と人口は以下の通りである。
| 大字 | 世帯数  | 人口    |
| ---- | ------- | ------- |
| 今泉 | 735世帯 | 1,804人 |

## 小・中学校の学区
市立小・中学校に通う場合、学区は以下の通りとなる。
| 番地 | 小学校               | 中学校               |
| ---- | -------------------- | -------------------- |
| 全域 | 川越市立南古谷小学校 | 川越市立南古谷中学校 |

## 交通

### 鉄道
地内に鉄道は引かれていない。JR東日本川越線・南古谷駅が最寄り駅になる。

### バス
- コミュニティバス「川越シャトル」
  - 川越シャトル41系統：新河岸駅東口 - 藤木 - さくら堤団地  - 今泉 - 南古谷病院 - 南古谷駅 - ウニクス南古谷 - 愛和病院 -  埼玉医大

### 道路
- 国道254号バイパス（富士見川越道路）
- 埼玉県道113号川越新座線

## 施設
- 川越市役所南古谷出張所
- 南古谷公民館
- 今泉公民館
- 東邦音楽大学（敷地東半分）
- 東邦音楽大学附属東邦第二高等学校
- 川越今泉郵便局
- 県営川越今泉団地
- 今泉団地集会所
- JAいるま野南古谷支店
- 神明神社
- 西河原地蔵尊